# 三河牧氏
牧氏（まきし）は、三河国地方一帯に分布する姓。中世・戦国時代には地侍・神官神職などとして文献に散見する。

## 幡豆郡・牧氏
幡豆郡志古屋村の地侍に牧吉蔵あり。
吉良氏家臣にも牧姓あり。

## 渥美郡・牧氏
戸田氏輝の庶子、氏吉は戸田姓を牧姓に改姓した。

## 宝飯郡・牧氏
『牛窪記』に牧姓が見え、東三河司頭に任ぜられていたとしているが、東三河司頭という職名は史料学的根拠に乏しく、牛窪記の著者による創作の可能性が高い。『牛窪密談記』にも、牧宗次郎（真木トモ）に関する記述がある。宗次郎が宝飯郡の族であるとする明確な史料は存在しないため、宝飯郡の族とするは推定の範囲を出ない。
また実在性を疑問視する向きもあるが、宝飯郡茂松城主、牧主計が知られている。

### 宝飯郡・茂松城主の牧氏
『三河国二葉松』に宝飯郡茂松城主、牧主計とある。ただし戦国期にしては史料が少なすぎるうえ、同時代文書が存在しないため、伝説上の人物であるとの説もある。
牧氏は、もと牧野氏で、牧野成時の六男で、初め、惣次郎、後に牧主計という。この牧主計は、桶狭間で戦死したという。牧野氏の系譜には掲載されていないという。（引用元　三河国宝飯郡広石村誌）

## 三河物語に登場の牧氏
『三河物語』では、徳川家康が吉田城に攻め込んだ際の、下地の合戦で、本多平八郎（忠勝）と、牧惣次郎が、槍合うとある。このとき、八屋半之丞（蜂屋貞次）が、河井正徳の鉄砲に当たり戦死した。
『常山紀談』では、其後二連木の合戦に本多平八郎牧宗次郎鎗を合せけるに、蜂谷少しおくれたりしが、とある。
牧惣次郎が、今川方の勢力であったことは容易に想像されるが、今川氏の家臣であったとの文献は未見であり、今川氏における位置付けも不明である。
牧野惣次郎を牧野半右衛門正勝（康成・惣次郎・讃岐守）とする説もあるが、今川家臣から本多忠勝の家臣となったとの所伝をもつ牧宗次郎（惣次郎）も存在するなど諸説紛々である。

## 神職の牧氏
宝飯郡中條神社（加知天神）、碧海郡中島村神明社、同郡小薗村神明社、幡豆郡吉良庄稲荷明神の神職にも牧氏が見える。